# Lechuguilla-Höhle
Die Lechuguilla-Höhle ist eine Tropfsteinhöhle bei Carlsbad in New Mexico. Sie gilt als eine der schönsten Höhlen der Welt und befindet sich im Carlsbad-Caverns-Nationalpark.

## Beschreibung
Mit ihrer Ausdehnung von über 242 km Länge ist sie die achtlängste vermessene Höhle der Welt und mit ihrer Tiefe von 489 m die tiefste Höhle im Kernland der Vereinigten Staaten. Die Ost-West-Ausdehnung der Höhle beträgt 3270 Meter. Die Atemgeschwindigkeit der Höhle von bis zu 80 km/h (bei vorbeiziehenden Hochdruckgebieten saugen große Höhlen Luft an, bei Tiefdruckgebieten blasen diese Luft aus) lässt aber auf eine weitaus größere Ausdehnung der Höhle schließen.
1984 erfolgte die erste Erkundung der Höhle, nachdem der Eingang der Höhle, welcher vom Dung der Fledermäuse voll war, freigeschaufelt wurde.
Die Verwaltung des Carlsbad-Cavern-Nationalparks hat die extrem nährstoffarme Höhle mit einem Eisengitter versperrt und gewährt nur wenigen ausgewählten Forschern Zutritt, wie unter anderen der Mikrobiologin Hazel Barton.

## Filme

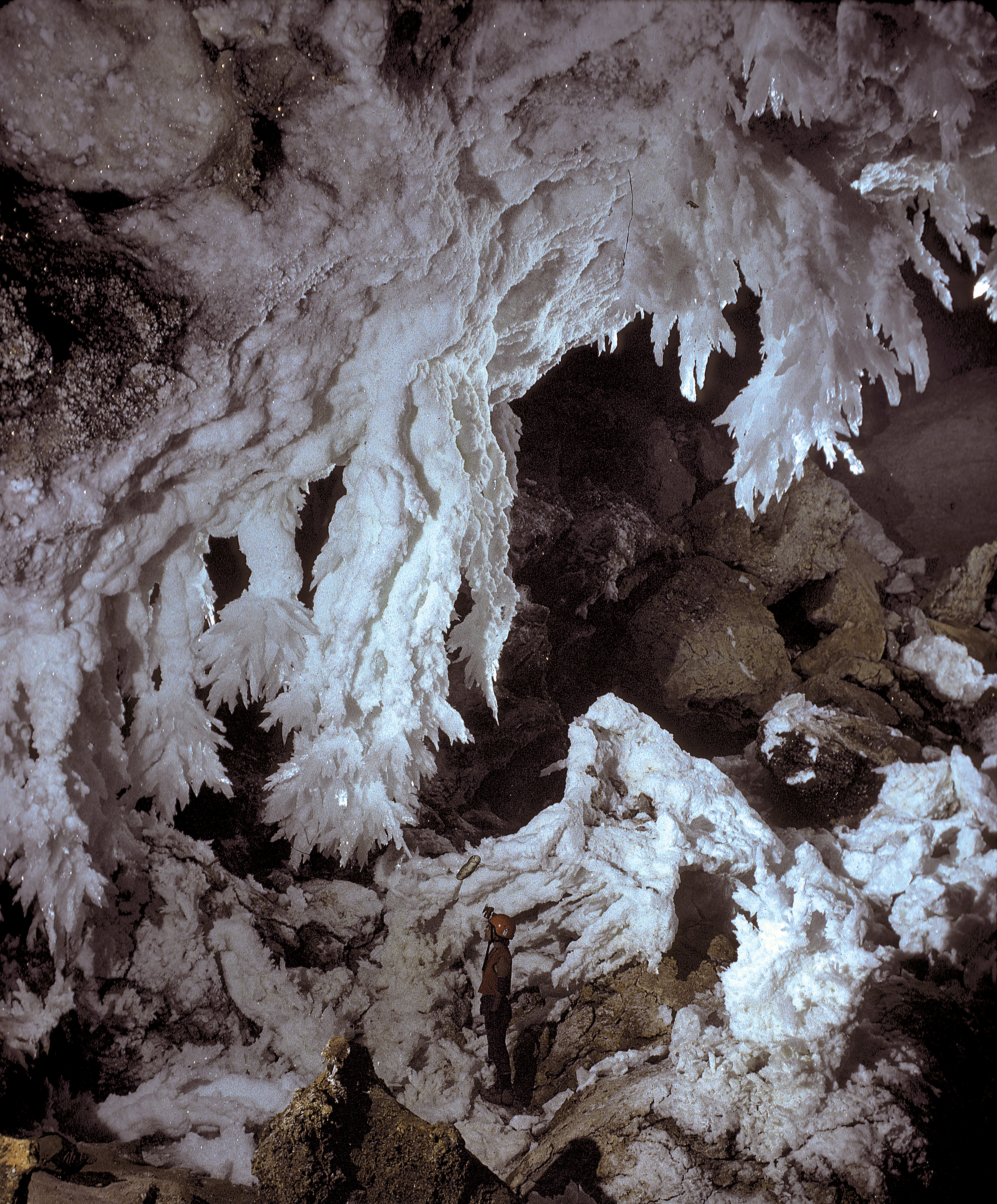
Der Chandelier Ballroom

Der BBC hat in der fünften Folge (Höhlenwelten) seiner Naturdokumentationsserie Planet Erde neben anderen Bereichen den sogenannten Chandelier Ballroom, einen Teil der Höhle, in dem die bizarrsten Kristallformationen der Höhle zu sehen sind, gefilmt.